# Xã Easttown, Quận Chester, Pennsylvania
Xã Easttown (tiếng Anh: Easttown Township) là một xã thuộc quận Chester, tiểu bang Pennsylvania, Hoa Kỳ. Năm 2010, dân số của xã này là 10.477 người.